# The Notorious Byrd Brothers
The Notorious Byrd Brothers è il sesto album del gruppo folk rock statunitense The Byrds, pubblicato nel gennaio 1968 dalla Columbia Records.

## Il disco
Musicalmente, il disco rappresenta l'apice della fase sperimentale psichedelica del gruppo, con la fusione di generi differenti quali folk rock, rock psichedelico, musica country, musica elettronica, baroque pop e jazz. Nello specifico, l'influenza del genere country è evidente in molte delle tracce sull'album e anticipa la svolta totale verso il country rock che i Byrds intraprenderanno con il loro successivo disco. In aggiunta, The Notorious Byrd Brothers vede il produttore Gary Usher fare ampio uso di vari effetti di studio e tecniche produttive sperimentali. Infine, con quest'album i Byrds introdussero per la prima volta nella loro musica il suono della pedal steel guitar e del sintetizzatore Moog.
Le sessioni di registrazione per l'album si svolsero nella seconda metà del 1967 e furono funestate da tensioni e dissidi, che ebbero come risultato la fuoriuscita dalla band di due membri del gruppo. David Crosby venne licenziato nell'ottobre 1967, mentre Michael Clarke lasciò il gruppo nel mezzo delle sedute d'incisione, per poi ritornare temporaneamente in formazione al fine di completare le registrazioni e andarsene nuovamente finito il lavoro. Anche Gene Clark tornò nel gruppo per qualche tempo, andandosene via definitivamente poco tempo dopo.
Alla sua uscita, l'album raggiunse la posizione numero 47 nella classifica statunitense Billboard Top LPs, e la numero 12 nella britannica Official Albums Chart. La cover del brano di Gerry Goffin & Carole King Goin' Back venne pubblicata su singolo nell'ottobre 1967 riscuotendo un moderato successo. Nonostante The Notorious Byrd Brothers fosse stato ben accolto dalla critica, il disco ebbe un successo commerciale non esaltante, in particolare negli Stati Uniti. Tuttavia, l'album è oggi riconosciuto da più parti come uno dei migliori dischi dei Byrds, e uno di quelli più sperimentali e audaci artisticamente tra quelli incisi dalla band.

## Tracce

### Lato A
1. Artificial Energy - 2:17 - (Roger McGuinn/Chris Hillman/Michael Clarke)
2. Goin' Back - 3:26 - (Carole King/Gerry Goffin)
3. Natural Harmony - 2:12 - (Chris Hillman)
4. Draft Morning - 2:42 - (David Crosby/Chris Hillman/Roger McGuinn)
5. Wasn't Born to Follow - 2:04 - (Carole King/Gerry Goffin)
6. Get to You - 2:39 - (Chris Hillman/Roger McGuinn)

### Lato B
1. Change Is Now - 3:20 - (Chris Hillman/Roger McGuinn)
2. Old John Robertson - 1:49 - (Chris Hillman/Roger McGuinn)
3. Tribal Gathering - 2:05 - (David Crosby/Chris Hillman)
4. Dolphin's Smile - 2:00 - (David Crosby/Chris Hillman/Roger McGuinn)
5. Space Odyssey - 3:56 - (Roger McGuinn/R.J. Hippard)

### Edizione rimasterizzata in CD (1997)
1. Artificial Energy - 2:18 - (Roger McGuinn/Chris Hillman/Michael Clarke)
2. Goin' Back - 3:26 - (Carole King/Gerry Goffin)
3. Natural Harmony - 2:11 - (Chris Hillman)
4. Draft Morning - 2:42 - (David Crosby/Chris Hillman/Roger McGuinn)
5. Wasn't Born to Follow - 2:04 - (Carole King/Gerry Goffin)
6. Get to You - 2:39 - (Chris Hillman/Roger McGuinn)
7. Change Is Now - 3:21 - (Chris Hillman/Roger McGuinn)
8. Old John Robertson - 1:49 - (Chris Hillman/Roger McGuinn)
9. Tribal Gathering - 2:03 - (David Crosby/Chris Hillman)
10. Dolphin's Smile - 2:00 - (David Crosby/Chris Hillman/Roger McGuinn)
11. Space Odyssey - 3:52 - (Roger McGuinn/R.J. Hippard)

#### Bonus tracks
1. Moog Raga - 3:24 - (Roger McGuinn)
2. Bound to Fall - 2:08 - (Mike Brewer/Tom Mastin)
3. Triad - 3:29 - (David Crosby)
4. Goin' Back - 3:55 - (Carole King/Gerry Goffin)
5. Draft Morning - 2:55 - (David Crosby/Chris Hillman/Roger McGuinn)
6. Universal Mind Decoder - 13:45 - (Chris Hillman/Roger McGuinn)

## Formazione
Nota: 
- A seguito della sua uscita dal gruppo, David Crosby appare soltanto sulle tracce 4, 7, 8, 9, 10 (più le bonus tracks 13–17).

The Byrds
- Roger McGuinn – chitarra, Moog, voce
- David Crosby – chitarra, basso, voce
- Chris Hillman – basso, voce (mandolino in Draft Morning)
- Michael Clarke – batteria sulle tracce 1, 4, 8, 9, 10 (più bonus tracks 16–17)

Musicisti aggiuntivi
- Clarence White, James Burton – chitarra
- Red Rhodes – pedal steel guitar
- Paul Beaver, Terry Trotter – pianoforte
- Paul Beaver, Gary Usher – sintetizzatore Moog
- Barry Goldberg – organo
- Dennis McCarthy – celesta
- Jim Gordon – batteria (tracce 2, 3, 5, bonus tracks 13–15)
- Hal Blaine – batteria (tracce 6–7)
- Lester Harris, Raymond Kelley, Paul Bergstrom, Jacqueline Lustgarten – violoncello
- Victor Sazer, Carl West, William Armstrong – violino
- Alfred McKibbon – contrabbasso
- Ann Stockton – arpa
- Richard Hyde – trombone
- Jay Migliori – sassofono
- Roy Caron, Virgil Fums, Gary Weber – fiati
- Dennis Faust, Gary Usher – percussioni
- Curt Boettcher, Gary Usher – cori
- Firesign Theatre – effetti sonori vari
- Gene Clark – possibilmente voce in Goin' Back e Space Odyssey
- Musicisti ignoti – tromba (Draft Morning), glockenspiel (Goin' Back), quartetto d'archi e violino (Old John Robertson)